# Sparkle in the Rain
| Recensione          | Giudizio        |
| ------------------- | --------------- |
| AllMusic            |                 |
| The A.V. Club       | buono           |
| CMJ                 | buono           |
| Martin C. Strong    | 8/10            |
| NME                 | medio           |
| Rolling Stone       | (1984) · (1992) |
| Virgin Encyclopedia |                 |

Sparkle in the Rain è il sesto album in studio del gruppo musicale britannico Simple Minds, pubblicato nel 1984 dalla Virgin Records.
Un successo commerciale straordinario per la band, il disco ha raggiunto il n° 1 nel Regno Unito il 18 marzo 1984 e ha raggiunto la top 20 in numerosi altri paesi del mondo, tra cui la Nuova Zelanda, i Paesi Bassi, la Svezia, il Canada, la Svizzera, la Germania, la Norvegia, e l'Australia. Ricevendo prevalentemente recensioni positive nel Regno Unito e negli Stati Uniti, Sparkle in the Rain è stato certificato doppio platino nel Regno Unito dall'Industria fonografica britannica e ha sensibilmente incrementato l'interesse dei media nella band.

## Tracce
Testi e musiche dei Simple Minds, eccetto ove indicato.
1. Up on the Catwalk - 4:45
2. Book of Brilliant Things - 4:20
3. Speed Your Love to Me - 4:25
4. Waterfront - 4:49
5. East at Easter - 3:30
6. Street Hassle - 5:15 (Reed)
7. White Hot Day - 4:33
8. "C" Moon Cry Like a Baby - 4:21
9. The Kick Inside of Me - 4:45
10. Shake Off the Ghosts - 3:58

Nel testo del brano Book of Brilliant Things è contenuta la frase che dà il titolo all'album (al plurale).

## Formazione
Gruppo
- Jim Kerr - voce
- Charlie Burchill - chitarra acustica ed elettrica
- Derek Forbes - basso, cori
- Michael MacNeil - pianoforte, sintetizzatore, cori
- Mel Gaynor - batteria, cori

Altri musicisti
- Kirsty MacColl - voce in Speed Your Love to Me e Street Hassle

Produzione
- Steve Lillywhite - produzione
- Howard Gray - ingegneria del suono
- Paul Cook - assistente ingegneria
- Gavin McKillop - assistente ingegneria

## Classifiche

### Classifiche settimanali
| Classifica (1984) | Posizione massima |
| ----------------- | ----------------- |
| Australia         | 15                |
| Canada            | 13                |
| Francia           | 17                |
| Germania          | 14                |
| Italia            | 10                |
| Norvegia          | 14                |
| Nuova Zelanda     | 1                 |
| Paesi Bassi       | 2                 |
| Regno Unito       | 1                 |
| Stati Uniti       | 64                |
| Svezia            | 2                 |
| Svizzera          | 19                |

### Classifiche di fine anno
| Classifica (1984) | Posizione |
| ----------------- | --------- |
| Canada            | 39        |
| Francia           | 22        |
| Italia            | 41        |
| Nuova Zelanda     | 36        |
| Paesi Bassi       | 18        |
| Regno Unito       | 46        |